# Николай (Кондря)
Митрополи́т Никола́й (рум. Mitropolit Nicolae, в миру Корин Кондря, рум. Corin Condrea; 15 апреля 1967, Констанца, Румыния) — епископ Румынской православной церкви, архиепископ Американский и митрополит двух Америк.

## Биография
Родился 15 апреля 1967 года в Констанце, в семье Николая и Виктории Кондря. В 1973—1981 годы обучался в средней школе в Констанце. Затем два года он учился в среднюю школе математики и физики в Констанце, после чего перевелся в среднюю школу метеорологии в Бухаресте, где в 1985 году получил степень бакалавра. После окончания средней школы он проходил обязательную военную службу в 1985—1986 годах.
В 1988 году поступил на богословский факультет им. Андрея Шагуны в Сибиу, который в то время был единственным учебным заведением, принимавшим выпускников средней школы. Через четыре года окончил обучение в Сибиу, защитив курсовую работу «Евхаристическая экклисиология митрополита Иоанна (Зизиуласа)». С 1992 по 1994 год он преподавал Закон Божий в Бухаресте, куда переехал после окончания средней школы. С мая 1993 года, успешно сдав вступительные экзамены в докторантуру, посещал докторантуру до 1994 года под руководством своего советника, профессора-протоиерея Илии Молдана. Там он написал следующие работы: «Коллективное бессознательное в работах К. Г. Юнга с точки зрения православного нравственного богословия», «Самопознание по лествице святого Иоанна Синаитского», «Жертва Христа и жертва верных, согласно св. Кириллу Александрийскому».
В 1994 году он получил стипендию в Университете Марка Блоха в Страсбурге, где он учился на факультете католического богословия и окончил аспирантуру в июне 1995 года. С 1995 по 2001 год он обучался в докторантуре на том же факультете.
В этот период, желая совместить теорию и практику, учёбу и священническое служение, решил принять священный сан. 3 марта 1997 года митрополитом Центрально- и Северно-Европейским Серафимом (Жоантэ) был рукоположён в сан диакона целибатом, а 27 апреля того же года — в сан священника. По его благословлению, создал и окормлял румынский приход в честь Рождества Христова в Штутгарте. В тот же период времени был представителем Румынской православной церкви в Комитете по диалога за европейскую интеграцию Конференции европейских церквей (Брюссель).
10 ноября 2001 года защитил в Страсбурге докторскую диссертацию «Вопросы психологии в трудах Евагрия Понтийского» и получил степень доктора богословия.
Возвратившись в Румынию, 18 декабря 2001 года пострижен в монашество в Монастыре Раду Водэ в Бухаресте. С тех пор вплоть до отбытия в Северную Америку служил патриаршим секретарём.
9 марта 2002 года в Свято-Троицком храме в Трое, штат Мичиган на внеочередном собрании Православной архиепископии США и Канады Румынского патриархата под председателем местоблюстителя архиепископии митрополита Иосифа (Попа) был избран на вдовствующую кафедру. Священный Синод Румынской Православной Церкви единодушно утвердил избрание 13 марта того же года, тогда же возведя его в сан архимандрита.
14 июля 2002 года в Иоанно-Предтеченском храме города Монреаль, Канада, состоялась его архиерейская хиротония, которую совершили: Патриарах Румынский Феоктист, митрополит всей Америки и Канады Феодосий (Лазор) (Православная церковь в Америке), митрополит Канадский Сотирий (Афанасулас) (Константинопольский патриархат), митрополит Олтенский Феофан (Саву), митрополит Германский, Центрально и Северо-Европейский Серафим (Жоантэ), Митрополит Западной и Южной Европы Иосиф (Поп), архиепископ Детройтский и Румынской епископии Нафанаил (Попп) (Православная церковь в Америке), епископ Детройсткий Николай (Писсарис), епископ Оттавский Серафим (Сторхейм) (Православная церковь в Америке) и епископ Ковасненский и Харгитский Иоанн (Сележан).
28 октября 2016 года Священный Синод Румынской православной церкви образовал Митрополии Америк в составе двух епархий: Архиепископии США и Канадской епископии. Тогда же епископ Николай был назначен главой новой митрополии, становясь по должности правящим архиереем новой Архиепископии США.
30 октября того же года в Константино-Еленинском кафедральном соборе в Бухаресте патриарх Румынский Даниил совершил его возведение в сан митрополита.